# Damernas turnering i volleyboll vid medelhavsspelen 2005
Damernas turnering i volleyboll vid medelhavsspelen 2005 hölls 24 juni till 3 juli 2005 i Almería, Spanien. I turneringen, som organiserades av Comité international des Jeux méditerranéens, deltog sju landslag från länderna runt medelhavet. Turkiet vann tävlingen för första gången genom att besegra Grekland i finalen.

## Deltagande lag
| Lag       | Deltog senast |
| --------- | ------------- |
| Albanien  | Tunis 2001    |
| Kroatien  | Tunis 2001    |
| Frankrike | Tunis 2001    |
| Grekland  | Tunis 2001    |
| Italien   | Tunis 2001    |
| Spanien   | Tunis 2001    |
| Turkiet   | Tunis 2001    |

## Grupper
| Grupp A                                 | Grupp B                        |
| --------------------------------------- | ------------------------------ |
| Albanien · Grekland · Spanien · Turkiet | Kroatien · Frankrike · Italien |

## Första rundan

### Grupp A

#### Resultat
| Datum    | Mellan              | Resultat | Set   | Set   | Set   | Set   | Set   | Poäng totalt | Speltid | Åskådare |
| Datum    | Mellan              | Resultat | 1     | 2     | 3     | 4     | 5     | Poäng totalt | Speltid | Åskådare |
| -------- | ------------------- | -------- | ----- | ----- | ----- | ----- | ----- | ------------ | ------- | -------- |
| 25-06-05 | Turkiet - Grekland  | 3 - 0    | 25:20 | 26:24 | 25:17 |       |       | 76 - 61      | -       | -        |
| 25-06-05 | Spanien - Albanien  | 3 - 1    | 25:16 | 24:26 | 25:16 | 25:11 |       | 99 - 70      | -       | -        |
| 27-06-05 | Turkiet - Albanien  | 3 - 0    | 25:9  | 25:15 | 25:20 |       |       | 75 - 44      | -       | -        |
| 27-06-05 | Spanien - Grekland  | 1 - 3    | 25:19 | 19:25 | 23:25 | 17:25 |       | 84 - 94      | -       | -        |
| 29-06-05 | Grekland - Albanien | 3 - 1    | 25:18 | 25:19 | 21:25 | 25:18 |       | 96 - 80      | -       | -        |
| 29-06-05 | Spanien - Turkiet   | 2 - 3    | 26:24 | 20:25 | 25:23 | 18:25 | 10:15 | 99 - 112     | -       | -        |

#### Sluttabell
| Pos | Landslag | Poäng | Matcher | Matcher | Matcher   | Set   | Set       | Kvot  | Poäng | Poäng     | Kvot  |
| Pos | Landslag | Poäng | Spelade | Vunna   | Förlorade | Vunna | Förlorade | Kvot  | Vunna | Förlorade | Kvot  |
| --- | -------- | ----- | ------- | ------- | --------- | ----- | --------- | ----- | ----- | --------- | ----- |
| 1   | Turkiet  | 6     | 3       | 3       | 0         | 9     | 2         | 4.500 | 263   | 204       | 1.289 |
| 2   | Grekland | 5     | 3       | 2       | 1         | 6     | 5         | 1.200 | 251   | 240       | 1.046 |
| 3   | Spanien  | 4     | 3       | 1       | 2         | 6     | 7         | 0.857 | 282   | 275       | 1.025 |
| 4   | Albanien | 3     | 3       | 0       | 3         | 2     | 9         | 0.222 | 193   | 270       | 0.715 |

### Grupp B

#### Resultat
| Datum    | Mellan               | Resultat | Set   | Set   | Set   | Set | Set | Poäng totalt | Speltid | Åskådare |
| Datum    | Mellan               | Resultat | 1     | 2     | 3     | 4   | 5   | Poäng totalt | Speltid | Åskådare |
| -------- | -------------------- | -------- | ----- | ----- | ----- | --- | --- | ------------ | ------- | -------- |
| 25-06-05 | Frankrike - Kroatien | 0 - 3    | 15:25 | 20:25 | 23:25 |     |     | 58 - 75      | -       | -        |
| 27-06-05 | Italien - Kroatien   | 3 - 0    | 25:15 | 26:24 | 25:12 |     |     | 75 - 51      | -       | -        |
| 29-06-05 | Italien - Frankrike  | 3 - 0    | 26:24 | 25:12 | 25:17 |     |     | 75 - 53      | -       | -        |

#### Sluttabell
| Pos | Landslag  | Poäng | Matcher | Matcher | Matcher   | Set   | Set       | Kvot  | Poäng | Poäng     | Kvot  |
| Pos | Landslag  | Poäng | Spelade | Vunna   | Förlorade | Vunna | Förlorade | Kvot  | Vunna | Förlorade | Kvot  |
| --- | --------- | ----- | ------- | ------- | --------- | ----- | --------- | ----- | ----- | --------- | ----- |
| 1   | Italien   | 4     | 2       | 2       | 0         | 6     | 0         | MAX   | 152   | 104       | 1.462 |
| 2   | Kroatien  | 3     | 2       | 1       | 1         | 3     | 3         | 1.000 | 126   | 134       | 0.940 |
| 3   | Frankrike | 2     | 2       | 0       | 2         | 0     | 6         | 0.000 | 111   | 151       | 0.735 |

## Slutspelsfasen

### Spelschema
|  | Semifinaler | Semifinaler |          |         | Final               | Final               |  |
|  |             |             |          |         |                     |                     |  |
|  | Turkiet     | 3           |          |         |                     |                     |  |
|  | Turkiet     | 3           |          |         |                     |                     |  |
|  | Kroatien    | 0           |          |         |                     |                     |  |
|  | Kroatien    | 0           |          | Turkiet | 3                   |                     |  |
|  |             |             |          | Turkiet | 3                   |                     |  |
|  |             |             | Grekland | 0       |                     |                     |  |
|  | Italien     | 1           | Grekland | 0       |                     |                     |  |
|  | Italien     | 1           |          |         |                     |                     |  |
|  | Grekland    | 3           |          |         | Match om tredjepris | Match om tredjepris |  |
|  | Grekland    | 3           |          |         |                     |                     |  |
|  |             |             |          |         |                     |                     |  |
|  |             |             |          |         | Kroatien            | 1                   |  |
|  |             |             |          |         | Kroatien            | 1                   |  |
|  |             |             |          |         | Italien             | 3                   |  |

#### Resultat
| Datum    | Mellan             | Resultat | Set   | Set   | Set   | Set   | Set | Poäng totalt | Speltid | Åskådare |
| Datum    | Mellan             | Resultat | 1     | 2     | 3     | 4     | 5   | Poäng totalt | Speltid | Åskådare |
| -------- | ------------------ | -------- | ----- | ----- | ----- | ----- | --- | ------------ | ------- | -------- |
| 01-07-05 | Turkiet - Kroatien | 3 - 0    | 25:19 | 25:16 | 25:18 |       |     | 75 - 53      | -       | -        |
| 01-07-05 | Italien - Grekland | 1 - 3    | 13:25 | 25:22 | 18:25 | 16:25 |     | 72 - 97      | -       | -        |
| 02-07-05 | Kroatien - Italien | 1 - 3    | 20:25 | 33:31 | 20:25 | 18:25 |     | 91 - 106     | -       | -        |
| 02-07-05 | Turkiet - Grekland | 3 - 0    | 25:22 | 25:22 | 25:22 |       |     | 75 - 66      | -       | -        |

### Match om femteplats

#### Resultat
| Datum    | Mellan              | Resultat | Set   | Set   | Set   | Set   | Set | Poäng totalt | Speltid | Åskådare |
| Datum    | Mellan              | Resultat | 1     | 2     | 3     | 4     | 5   | Poäng totalt | Speltid | Åskådare |
| -------- | ------------------- | -------- | ----- | ----- | ----- | ----- | --- | ------------ | ------- | -------- |
| 01-07-05 | Spanien - Frankrike | 3 - 1    | 22:25 | 26:24 | 25:19 | 25:19 |     | 98 - 87      | -       | -        |

## Slutplaceringar
| Pos | Lag       |
| --- | --------- |
|     | Turkiet   |
|     | Grekland  |
|     | Italien   |
| 4.  | Kroatien  |
| 5.  | Spanien   |
| 6.  | Frankrike |
| 7.  | Albanien  |